# Deutsche Fachpresse
Der Verein Deutsche Fachpresse wurde 1992 gegründet. Er vertritt die Interessen der Fachmedien-Anbieter in Deutschland. Er wird getragen von der Fachvertretung Fachmedien im MVFP Medienverband der freien Presse (MVFP) mit Sitz in Berlin und der Interessengruppe Fachmedien im Börsenverein des Deutschen Buchhandels mit Sitz in Frankfurt am Main. Die Deutsche Fachpresse versteht sich als moderne Marketing- und Dienstleistungsplattform für alle Anbieter von Fachinformationen im beruflichen Umfeld. Sie repräsentiert rund 350 Mitgliedsunternehmen in einer Branche mit insgesamt rund 5.550 Fachzeitschriften-Titeln und einem Umsatz von 8,55 Milliarden Euro (2024).

## Aufgaben
Der Verein fördert die gemeinsamen wirtschaftlichen und politischen Anliegen der Mitglieder. Er betreibt Gattungsmarketing und schafft Kontaktplattformen für die Branche. Aktuelles Branchenwissen vermittelt er durch die jährliche Fachpresse-Statistik und Gattungsmarketing-Studien. Einmal jährlich veranstaltet er zur Jahresmitte die "B2B Media Days – Kongress der Deutschen Fachpresse", die im Mai 2025 von rund 300 Teilnehmer:innen besucht wurden. Für den Branchennachwuchs veranstaltet die Fachpresse jährlich die dreitägige Young Professionals' Media Academy.
Sprecher des Vorstands ist seit Mai 2021 Holger Knapp (Sternefeld Medien), stellvertretende Sprecherin ist Marion Winkenbach (DIN Media).

## Branchen-Awards
Der Verein zeichnet seit 2005 jährlich die besten deutschen Fachmedien des Jahres mit dem Award Fachmedium des Jahres aus. Parallel vergibt er den Fachjournalist:in des Jahres für hervorragende fachjournalistische Arbeiten.